# Erving (Massachusetts)
Erving ist eine Stadt im Franklin County des US-Bundesstaats Massachusetts. Das U.S. Census Bureau hat bei der Volkszählung 2020 eine Einwohnerzahl von 1665 ermittelt.

## Geographie
Die Stadt befindet sich auf dem Mohawk Trail beziehungsweise auf der Massachusetts Route 2. Die indianische Urbevölkerung des Pocumtuc-Stammes wurde insbesondere in der Zeit des King Philip’s War weitgehend entweder ausgerottet oder in die Sklaverei verkauft. Die Stadt wurde 1801 gegründet und 1838 als Stadt deklariert.